# Perdita occlusa
Perdita occlusa är en biart som beskrevs av Timberlake 1968. Perdita occlusa ingår i släktet Perdita och familjen grävbin. Inga underarter finns listade i Catalogue of Life.